# Florence P. Dwyer

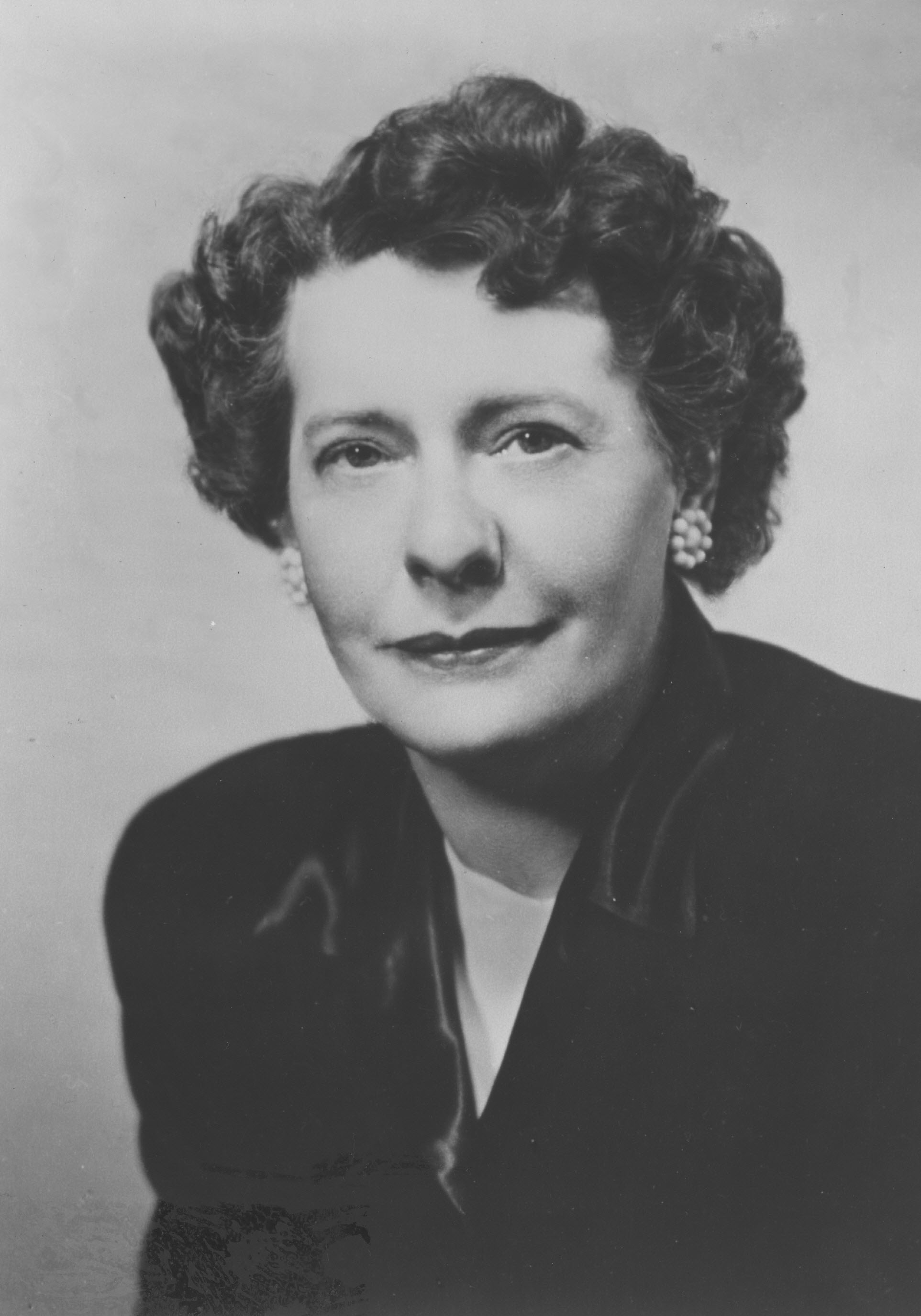
Florence P. Dwyer

Florence Price Dwyer (* 4. Juli 1902 in Reading, Pennsylvania; † 29. Februar 1976 in Elizabeth, New Jersey) war eine US-amerikanische Politikerin. Zwischen 1957 und 1973 vertrat sie den Bundesstaat New Jersey im US-Repräsentantenhaus.

## Werdegang
Florence Louise Price, so ihr Geburtsname, besuchte die öffentlichen Schulen ihrer Heimat in Pennsylvania sowie in Toledo (Ohio). Außerdem absolvierte sie ein Studium an der Rutgers Law School. Später zog sie nach Elizabeth in New Jersey. In ihrer neuen Heimat wurde sie Vorsitzende der Vereinigung der Geschäfts- und berufstätigen Frauen von New Jersey. Politisch wurde sie Mitglied der Republikanischen Partei. Im Jahr 1944 nahm sie als Delegierte an der Republican National Convention in Chicago teil, auf der Thomas E. Dewey erstmals als Präsidentschaftskandidat nominiert wurde. Von 1950 bis 1956 gehörte sie der New Jersey General Assembly an. Dort setzte sie sich für die Gleichstellung zwischen den Geschlechtern im Bereich des Arbeitslohns ein.
Bei den Kongresswahlen des Jahres 1956 wurde Dwyer im sechsten Wahlbezirk von New Jersey in das US-Repräsentantenhaus in Washington, D.C. gewählt, wo sie am 3. Januar 1957 die Nachfolge von Harrison A. Williams antrat. Nach sieben Wiederwahlen konnte sie bis zum 3. Januar 1973 acht Legislaturperioden im Kongress absolvieren. Seit 1967 vertrat sie als Nachfolgerin von Paul J. Krebs den zwölften Distrikt ihres Staates. Auch im Kongress setzte sie sich für die Angleichung der Gehälter zwischen den Geschlechtern ein. Dabei war sie an der Ausarbeitung des Equal Pay Act im Jahr 1962 beteiligt. In ihre Zeit im Kongress fielen der Vietnamkrieg und innenpolitisch die Bürgerrechtsbewegung.
1972 verzichtete Florence Dwyer auf eine erneute Kongresskandidatur. Nach dem Ende ihrer Zeit im US-Repräsentantenhaus zog sie sich in den Ruhestand zurück, den sie in Elizabeth verbrachte. Dort ist sie am 29. Februar 1976 auch verstorben.